# Robyn Grey-Gardner
Robyn Grey-Gardner (ur. 6 września 1964) – australijska wioślarka, brązowa medalistka olimpijska.

## Kariera
Wystąpiła na igrzyskach olimpijskich w Los Angeles w 1984, gdzie osada Australii w składzie: Robyn Grey-Gardner, Karen Brancourt, Susan Chapman, Margot Foster i Susan Lee zdobyła brązowy medal w czwórkach ze sternikiem. W finale A o 3,99 sekundy przegrały z osadą Rumunii i o 1,74 sekundy z osadą Kanady. Był to jej jedyny start olimpijski.
Zdobyła dwa medale igrzysk Wspólnoty Narodów w Edynburgu w 1986, zwyciężając ósemce i zajmując drugie miejsce w czwórce ze sternikiem. 
Zajęła też siódme miejsce w czwórkach ze sternikiem na mistrzostwach świata w Nottingham (1986).
Po zakończeniu kariery sportowej została ekologiem. Specjalizuje się w zarządzaniu wodą w odległych osadach Outbacku. Pracuje między innymi dla rządowego Departamentu ds. Rodzin, Społeczności i Spraw Rdzennych Australii, kierując programem Desert Knowledge Cooperative Research Centre.